# WNOG
Koordinaten: 26° 15′ 26″ N, 81° 40′ 33″ W
WNOG oder WNOG-AM (Branding: „92.5 Fox News“; Slogan: „The News Leader“) ist ein US-amerikanischer Hörfunksender aus Naples im US-Bundesstaat Florida. WNOG-AM sendet im Talkradio-Format auf der Mittelwellen-Frequenz 1270 kHz. Eigentümer und Betreiber ist die Sun Broadcasting Inc.